# Phil Dalhausser
Phill Dalhausser, a właściwie Phillip Peter Dalhausser (ur. 26 stycznia 1980 w Baden w Szwajcarii) – amerykański siatkarz plażowy. Mistrz Olimpijski z Pekinu, gdzie w 2008 r. występował w parze z Toddem Rogersem.

## Sukcesy
- Mistrzostwa Świata:
  -  2007
  -  2009